# 1925년 동아일보기 전국소프트테니스대회
1925년 동아일보기 전국소프트테니스대회는 동아일보기 전국소프트테니스대회의 1925년 시즌 정구 대회이다. 1925년 6월 6일부터 6월 8일까지 일제강점기 조선 경기도 경성부에 있는 경성제일공립고등여학교 운동장에서 개최되었다.

## 경기장
| 경기장                        | 도시 | 좌석 | 수용 | 비고 |
| ----------------------------- | ---- | ---- | ---- | ---- |
| 경성제일공립고등여학교 운동장 | 경성 |      |      |      |

## 정구단
| 정구단                             | 도시 | 첫 참가 | 횟수 | 선수                                           | 비고 |
| ---------------------------------- | ---- | ------- | ---- | ---------------------------------------------- | ---- |
| 경성여자고등보통학교 여자 정구단   | 경성 | 1923    | 3    | 김순용, 민위득, 윤문희, 윤정희, 정금순, 홍순희 |      |
| 동덕여학교 여자 정구단             | 경성 | 1923    | 3    | 김두임, 김봉연, 김수창, 김종숙, 이금년, 한순덕 |      |
| 루씨여자고등보통학교 여자 정구단   | 원산 | 1925    | 1    | 문산호, 박윤옥, 신태혜, 장수덕, 정복녀, 정옥분 |      |
| 배화여자고등보통학교 여자 정구단   | 경성 | 1923    | 3    | 문왕선, 백순이, 오립분, 우수명, 이영애, 채선비 |      |
| 영명여학교 여자 정구단             | 공주 | 1923    | 3    | 김군영, 김용애, 김효례, 송귀례, 육효길, 정한희 |      |
| 이화여자고등보통학교 여자 정구단   | 경성 | 1924    | 2    | 김희숙, 박경애, 이금석, 이보패, 최사라, 홍난옥 |      |
| 정신여학교 여자 정구단             | 경성 | 1923    | 3    | 김순복, 박례자, 손경자, 송신영, 진복선, 최한라 |      |
| 진명여자고등보통학교 여자 정구단   | 경성 | 1923    | 3    | 김계림, 김귀조, 남장옥, 문종춘, 신순자, 이박복 |      |
| 호수돈여자고등보통학교 여자 정구단 | 개성 | 1923    | 3    | 김명옥, 김정량, 박순덕, 손혜보, 원종현, 임현숙 |      |

## 경기 결과
|  | 1라운드                            | 1라운드                          |                                  |    | 8강 | 8강 |  |  | 4강 | 4강 |  |  | 결승 | 결승 |
|  |                                    |                                  |                                  |    |     |     |  |  |     |     |  |  |      |      |
|  | 6월 6일 - 경성                     |                                  |                                  |    |     |     |  |  |     |     |  |  |      |      |
|  |                                    |                                  |                                  |    |     |     |  |  |     |     |  |  |      |      |
|  | 경성여자고등보통학교 여자 정구단   | 3                                |                                  |    |     |     |  |  |     |     |  |  |      |      |
|  | 경성여자고등보통학교 여자 정구단   | 3                                | 6월 6일 - 경성                   |    |     |     |  |  |     |     |  |  |      |      |
|  | 진명여자고등보통학교 여자 정구단   | 0                                |                                  |    |     |     |  |  |     |     |  |  |      |      |
|  | 진명여자고등보통학교 여자 정구단   | 0                                | 경성여자고등보통학교 여자 정구단 | 승 |     |     |  |  |     |     |  |  |      |      |
|  |                                    |                                  | 경성여자고등보통학교 여자 정구단 | 승 |     |     |  |  |     |     |  |  |      |      |
|  |                                    |                                  | 루씨여자고등보통학교 여자 정구단 | 패 |     |     |  |  |     |     |  |  |      |      |
|  |                                    |                                  | 루씨여자고등보통학교 여자 정구단 | 패 |     |     |  |  |     |     |  |  |      |      |
|  |                                    |                                  | 6월 6일 - 경성                   |    |     |     |  |  |     |     |  |  |      |      |
|  |                                    |                                  |                                  |    |     |     |  |  |     |     |  |  |      |      |
|  | 경성여자고등보통학교 여자 정구단   | 3                                |                                  |    |     |     |  |  |     |     |  |  |      |      |
|  | 경성여자고등보통학교 여자 정구단   | 3                                |                                  |    |     |     |  |  |     |     |  |  |      |      |
|  |                                    | 이화여자고등보통학교 여자 정구단 | 2                                |    |     |     |  |  |     |     |  |  |      |      |
|  |                                    | 이화여자고등보통학교 여자 정구단 | 2                                |    |     |     |  |  |     |     |  |  |      |      |
|  | 6월 6일 - 경성                     |                                  |                                  |    |     |     |  |  |     |     |  |  |      |      |
|  |                                    |                                  |                                  |    |     |     |  |  |     |     |  |  |      |      |
|  | 이화여자고등보통학교 여자 정구단   | 3                                |                                  |    |     |     |  |  |     |     |  |  |      |      |
|  | 이화여자고등보통학교 여자 정구단   | 3                                |                                  |    |     |     |  |  |     |     |  |  |      |      |
|  |                                    |                                  | 동덕여학교 여자 정구단           | 0  |     |     |  |  |     |     |  |  |      |      |
|  |                                    |                                  | 동덕여학교 여자 정구단           | 0  |     |     |  |  |     |     |  |  |      |      |
|  |                                    |                                  | 6월 6일~8일 - 경성               |    |     |     |  |  |     |     |  |  |      |      |
|  |                                    |                                  |                                  |    |     |     |  |  |     |     |  |  |      |      |
|  | 경성여자고등보통학교 여자 정구단   | 3                                |                                  |    |     |     |  |  |     |     |  |  |      |      |
|  | 경성여자고등보통학교 여자 정구단   | 3                                |                                  |    |     |     |  |  |     |     |  |  |      |      |
|  |                                    | 배화여자고등보통학교 여자 정구단 | 2                                |    |     |     |  |  |     |     |  |  |      |      |
|  |                                    | 배화여자고등보통학교 여자 정구단 | 2                                |    |     |     |  |  |     |     |  |  |      |      |
|  | 6월 6일 - 경성                     |                                  |                                  |    |     |     |  |  |     |     |  |  |      |      |
|  |                                    |                                  |                                  |    |     |     |  |  |     |     |  |  |      |      |
|  | 호수돈여자고등보통학교 여자 정구단 | 3                                |                                  |    |     |     |  |  |     |     |  |  |      |      |
|  | 호수돈여자고등보통학교 여자 정구단 | 3                                |                                  |    |     |     |  |  |     |     |  |  |      |      |
|  |                                    |                                  | 영명여학교 여자 정구단           | 0  |     |     |  |  |     |     |  |  |      |      |
|  |                                    |                                  | 영명여학교 여자 정구단           | 0  |     |     |  |  |     |     |  |  |      |      |
|  |                                    |                                  | 6월 6일 - 경성                   |    |     |     |  |  |     |     |  |  |      |      |
|  |                                    |                                  |                                  |    |     |     |  |  |     |     |  |  |      |      |
|  | 호수돈여자고등보통학교 여자 정구단 | 2                                |                                  |    |     |     |  |  |     |     |  |  |      |      |
|  | 호수돈여자고등보통학교 여자 정구단 | 2                                |                                  |    |     |     |  |  |     |     |  |  |      |      |
|  |                                    | 배화여자고등보통학교 여자 정구단 | 3                                |    |     |     |  |  |     |     |  |  |      |      |
|  |                                    | 배화여자고등보통학교 여자 정구단 | 3                                |    |     |     |  |  |     |     |  |  |      |      |
|  | 6월 6일 - 경성                     |                                  |                                  |    |     |     |  |  |     |     |  |  |      |      |
|  |                                    |                                  |                                  |    |     |     |  |  |     |     |  |  |      |      |
|  | 배화여자고등보통학교 여자 정구단   | 3                                |                                  |    |     |     |  |  |     |     |  |  |      |      |
|  | 배화여자고등보통학교 여자 정구단   | 3                                |                                  |    |     |     |  |  |     |     |  |  |      |      |
|  |                                    |                                  | 정신여학교 여자 정구단           | 1  |     |     |  |  |     |     |  |  |      |      |
|  |                                    |                                  | 정신여학교 여자 정구단           | 1  |     |     |  |  |     |     |  |  |      |      |
|  |                                    |                                  |                                  |    |     |     |  |  |     |     |  |  |      |      |
|  |                                    |                                  |                                  |    |     |     |  |  |     |     |  |  |      |      |
|  |                                    |                                  |                                  |    |     |     |  |  |     |     |  |  |      |      |

1925년 6월 6일에 진행된 경성여자고등보통학교 여자 정구단과 진명여자고등보통학교 여자 정구단 간의 1라운드 경기는 경성여자고등보통학교 여자 정구단이 3:2, 3:0, 3:2로 이기며 8강에 진출했다.
1925년 6월 6일에 진행된 배화여자고등보통학교 여자 정구단과 정신여학교 여자 정구단 간의 8강 경기는 배화여자고등보통학교 여자 정구단이 3:2, 3:1, 1:3, 3:2로 이기며 4강에 진출했고, 호수돈여자고등보통학교 여자 정구단과 영명여학교 여자 정구단 간의 8강 경기는 호수돈여자고등보통학교 여자 정구단이 1:3, 3:2, 3:2, 3:0으로 이기며 4강에 진출했다. 같은 날 진행된 경성여자고등보통학교 여자 정구단과 루씨여자고등보통학교 여자 정구단 간의 8강 경기는 경성여자고등보통학교 여자 정구단이 승리하며 4강에 진출했고, 이화여자고등보통학교 여자 정구단과 동덕여학교 여자 정구단 간의 8강 경기는 이화여자고등보통학교 여자 정구단이 3:2, 3:0, 3:2로 이기며 4강에 진출했다.
1925년 6월 6일에 진행된 호수돈여자고등보통학교 여자 정구단과 배화여자고등보통학교 여자 정구단 간의 4강 경기는 3:2, 3:2, 1:3, 2:3으로 양 측이 비긴 후 마지막 경기에서 호수돈여자고등보통학교 여자 정구단이 손혜보 선수의 부상으로 기권하여 배화여자고등보통학교 여자 정구단이 결승에 진출했고, 같은 날 진행된 경성여자고등보통학교 여자 정구단과 이화여자고등보통학교 여자 정구단 간의 4강 경기는 경성여자고등보통학교 여자 정구단이 3:1, 3:0, 0:3, 2:3, 3:1로 이기며 결승에 진출했다,
1925년 6월 6일에 진행된 경성여자고등보통학교 여자 정구단과 배화여자고등보통학교 여자 정구단 간의 결승 경기는 3:1, 2:3, 0:3, 3:0까지 진행되고 비기고 있는 상황에서 일몰로 인해 경기가 진행되지 못하고 남은 경기는 1925년 6월 8일로 순연되었다. 1925년 6월 8일에 진행된 남은 마지막 경기에서 경성여자고등보통학교 여자 정구단이 승리하면서 우승을 차지했다.

## 참고 문헌
- 대한체육회 100주년 기념사업부 (2020). 《대한민국 체육 100년》. 대한체육회.
- 《대한민국 체육 100년 Ⅰ 통사 (민족과 함께 한 대한민국 체육 100년)》. 대한체육회. 2020.
- 《대한민국 체육 100년 Ⅱ 민족의 구심체, 조선체육회 (1920~1945)》. 대한체육회. 2020.
- 《대한민국 체육 100년 Ⅲ 세계를 향한 도전 (1945~1980)》. 대한체육회. 2020.
- 《대한민국 체육 100년 Ⅳ 스포츠로 꽃피운 대한민국 (1981~2000)》. 대한체육회. 2020.
- 《대한민국 체육 100년 Ⅴ 스포츠강국을 넘어 선진국으로(2001~2020)》. 대한체육회. 2020.
- “第三回全朝鮮女子庭球大會(제삼회전조선여자정구대회)”. 동아일보. 1925년 5월 5일.
- “東亞日報社主催(동아일보사주최) 第三囬全朝鮮女子庭球大會(제삼회전조선여자정구대회)”. 동아일보. 1925년 5월 17일.
- “全朝鮮女子庭球大會(전조선여자정구대회)”. 동아일보. 1925년 5월 18일.
- “全朝鮮女子庭球大會(전조선여자정구대회)”. 동아일보. 1925년 5월 20일.
- “全朝鮮女子庭球大會(전조선여자정구대회)”. 동아일보. 1925년 5월 20일.
- “全朝鮮女子庭球大會(전조선여자정구대회)”. 동아일보. 1925년 5월 23일.
- “全朝鮮女子庭球大會(전조선여자정구대회)”. 동아일보. 1925년 5월 26일.
- “全朝鮮女子庭球大會(전조선여자정구대회)”. 동아일보. 1925년 5월 27일.
- “全朝鮮女子庭球大會(전조선여자정구대회)”. 동아일보. 1925년 5월 27일.
- “全朝鮮女子庭球大會(전조선여자정구대회)”. 동아일보. 1925년 5월 30일.
- “全朝鮮女子庭球大會(전조선여자정구대회)”. 동아일보. 1925년 5월 31일.
- “本社主催全朝鮮(본사주최전조선) 女子庭球大會(여자정구대회)”. 동아일보. 1925년 6월 3일.
- “今日(금일) 第三回全朝鮮女子庭球大會(제삼회전조선여자정구대회)”. 동아일보. 1925년 6월 6일.
- “女子(여자)와體育(체육)”. 동아일보. 1925년 6월 6일.
- “盛况(성황)으로열린 女子庭球經過(여자정구경과)”. 조선일보. 1925년 6월 7일.
- “凉風(양풍)이生動(생동)하는城西(성서)의綠陰(녹음)에 𤍠化(𤍠화)한氣魄(기백)과飄逸(표일)한態度(태도)”. 동아일보. 1925년 6월 7일.
- “今日(금일) 第三回全朝鮮女子庭球大會(제삼회전조선여자정구대회)”. 동아일보. 1925년 6월 7일.
- “一進一退(일진일퇴)에飛球(비구)는流星(유성)! 頹壁廣塲(퇴벽광장)에重疊(중첩)한觀衆(관중)”. 동아일보. 1925년 6월 8일.
- “日女庭球經過(일여정구경과)”. 조선일보. 1925년 6월 8일.
- “今日(금일) 第三回全朝鮮女子庭球大會(제삼회전조선여자정구대회)”. 동아일보. 1925년 6월 8일.
- “東亞日報社主催全朝鮮女子庭球畵報(동아일보사주최전조선여자정구화보)”. 동아일보. 1925년 6월 9일.
- “惡戰苦鬪(악전고투)의報應(보응)! 最後覇權(최후패권)은女子高普(여자고보)”. 동아일보. 1925년 6월 10일.
- “人山人海中(인산인해중)의白𤍠(백𤍠)된决勝戰(결승전)”. 동아일보. 1925년 6월 10일.